# Bazylika Bożego Ciała w Krakowie
Kościół Bożego Ciała – zabytkowy rzymskokatolicki kościół parafialny oraz konwentualny kanoników regularnych laterańskich znajdujący się w Krakowie, w dzielnicy I Stare Miasto przy ul. Bożego Ciała 26, na Kazimierzu.
Jest podwójnym sanktuarium: Najświętszej Maryi Panny – Matki Zbawiciela i św. Stanisława Kazimierczyka.

## Historia
Murowaną świątynię ufundował około 1340 roku Kazimierz Wielki. Budowę rozpoczęto w latach 40. XIV wieku od założenia fundamentów pod całym kościołem i wzniesienia murów prezbiterium do wysokości 12 metrów, lecz po 1348 roku budowę przerwano, być może w związku z rozprzestrzeniającą się w Europie epidemią dżumy. Budowę kontynuowano od 1369 roku, gdy zapłatę za prace przy kościele otrzymał murator Cypser, działający na terenie Kazimierza. W rachunkach przy pracach nad sklepieniami, zakrystią, filarami, murami pojawiają się Jan Cypser, jego syn Mikołaj oraz murator Piotr. W 1376 r. rozpoczęto prace przy zakrystii znajdującej się przy północnej ścianie prezbiterium. Prezbiterium konsekrowano w 1401 roku, ale prace Cypserów w nawie trwały jeszcze do roku 1405, w którym to roku Władysław Jagiełło sprowadził z Kłodzka kanoników regularnych. Dla nich w latach późniejszych zbudowano przy kościele klasztor. Prace prowadzono w kościele jeszcze do 1477 roku. Szczyt fasady dobudowano dopiero ok. 1500, a wieżę zbudowano w latach 1566–1582.
Papież Jan Paweł II dekretem Kongregacji ds. Kultu Bożego i Dyscypliny Sakramentów z dnia 24 stycznia 2005 roku podniósł kościół do godności bazyliki mniejszej. Bazylika stanowi urbanistyczny akcent rozległego kompleksu budynków, na który składa się orientowany kościół oraz ufundowany w 1405 roku klasztor kanoników regularnych połączony z nim przejściem wspartym na arkadach. Pochowany jest w nim św. Stanisław Kazimierczyk.
Ważnym elementem średniowiecznego otoczenia kościoła był cmentarz pasyjny z przedstawieniami Ogrójca, Góry Oliwnej, Golgoty, którego pozostałości zniszczono przez niwelację terenu w latach 1938–1940.

## Architektura i wnętrze

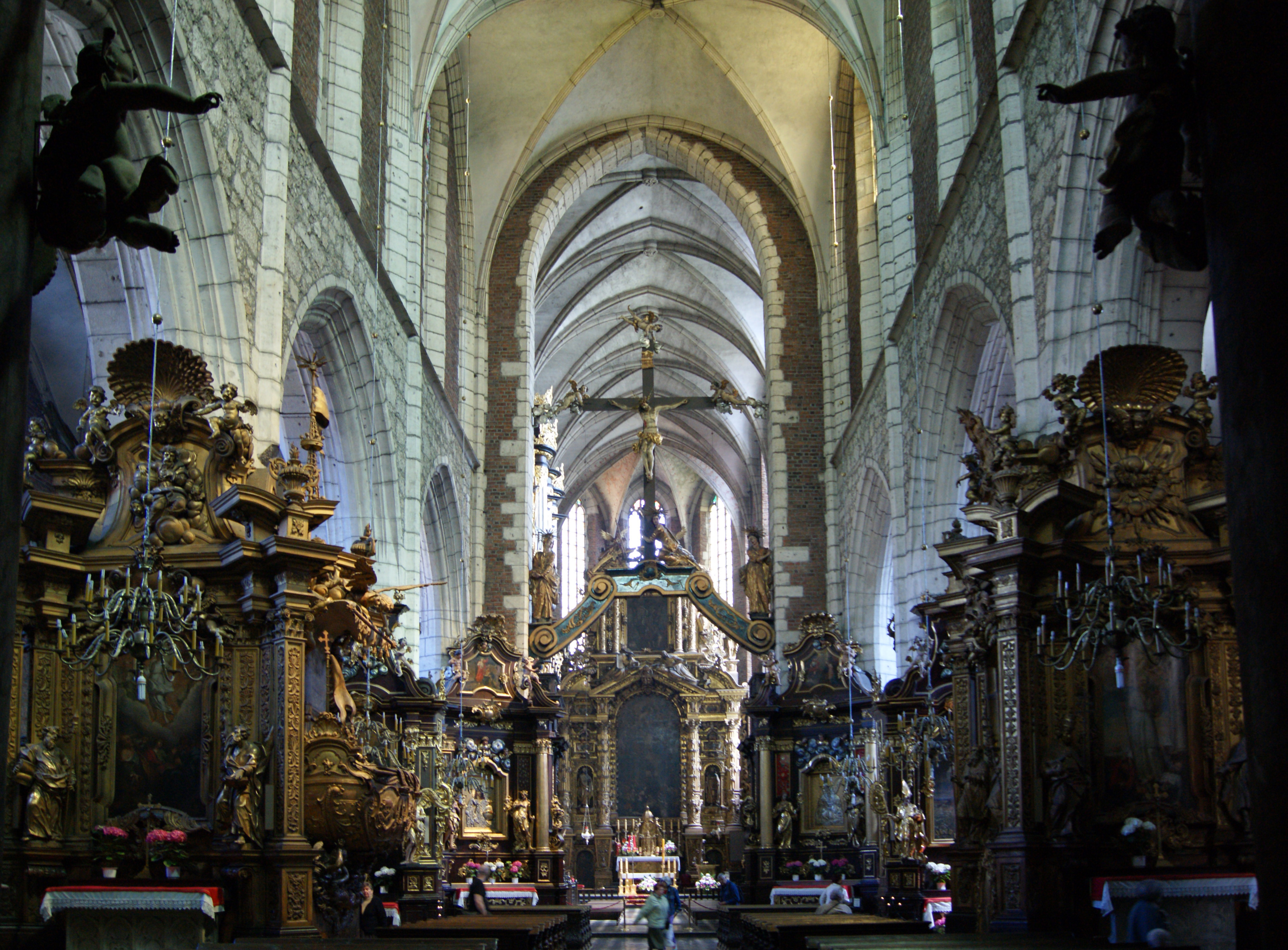
Nawa główna
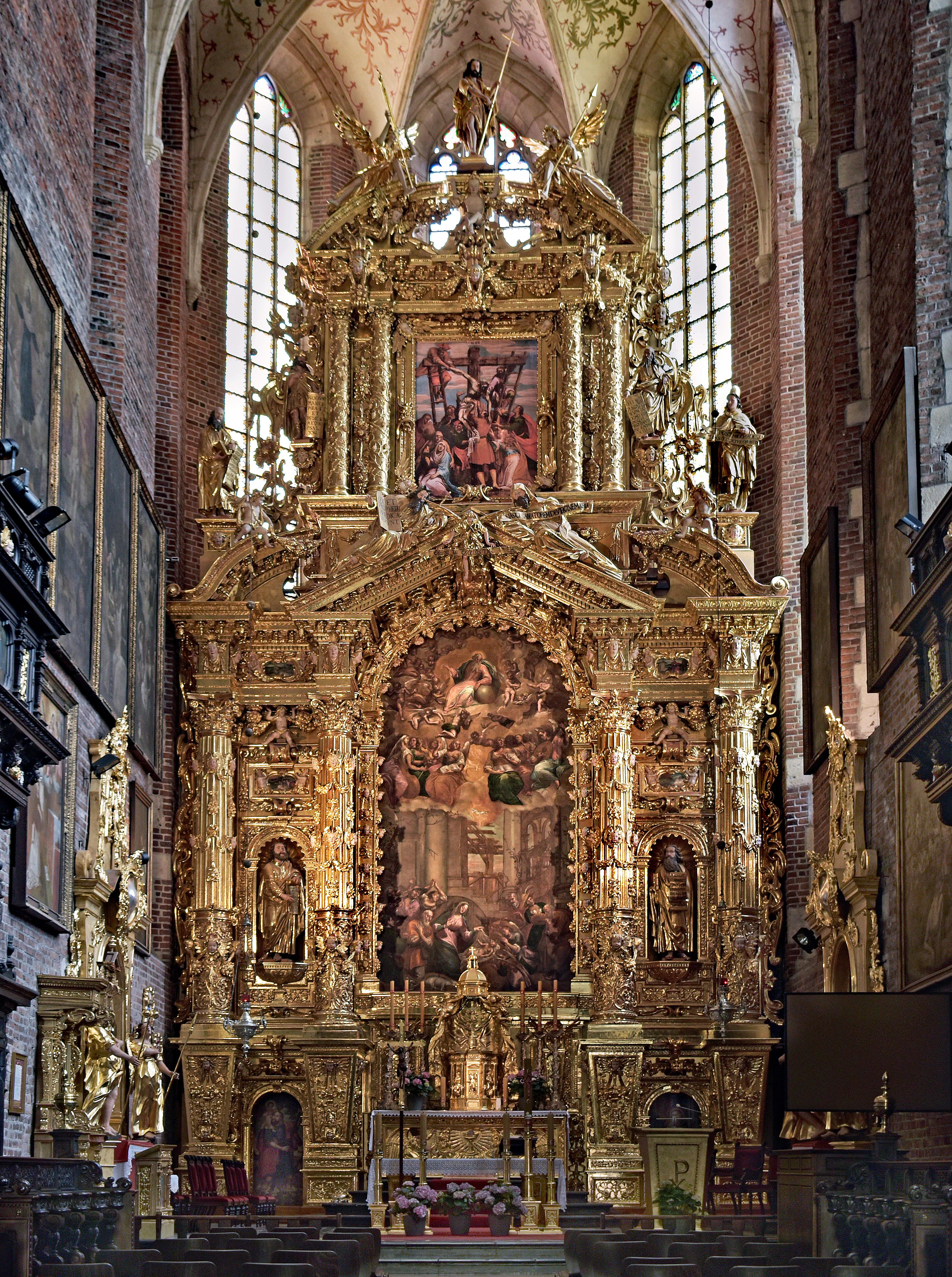
Ołtarz główny
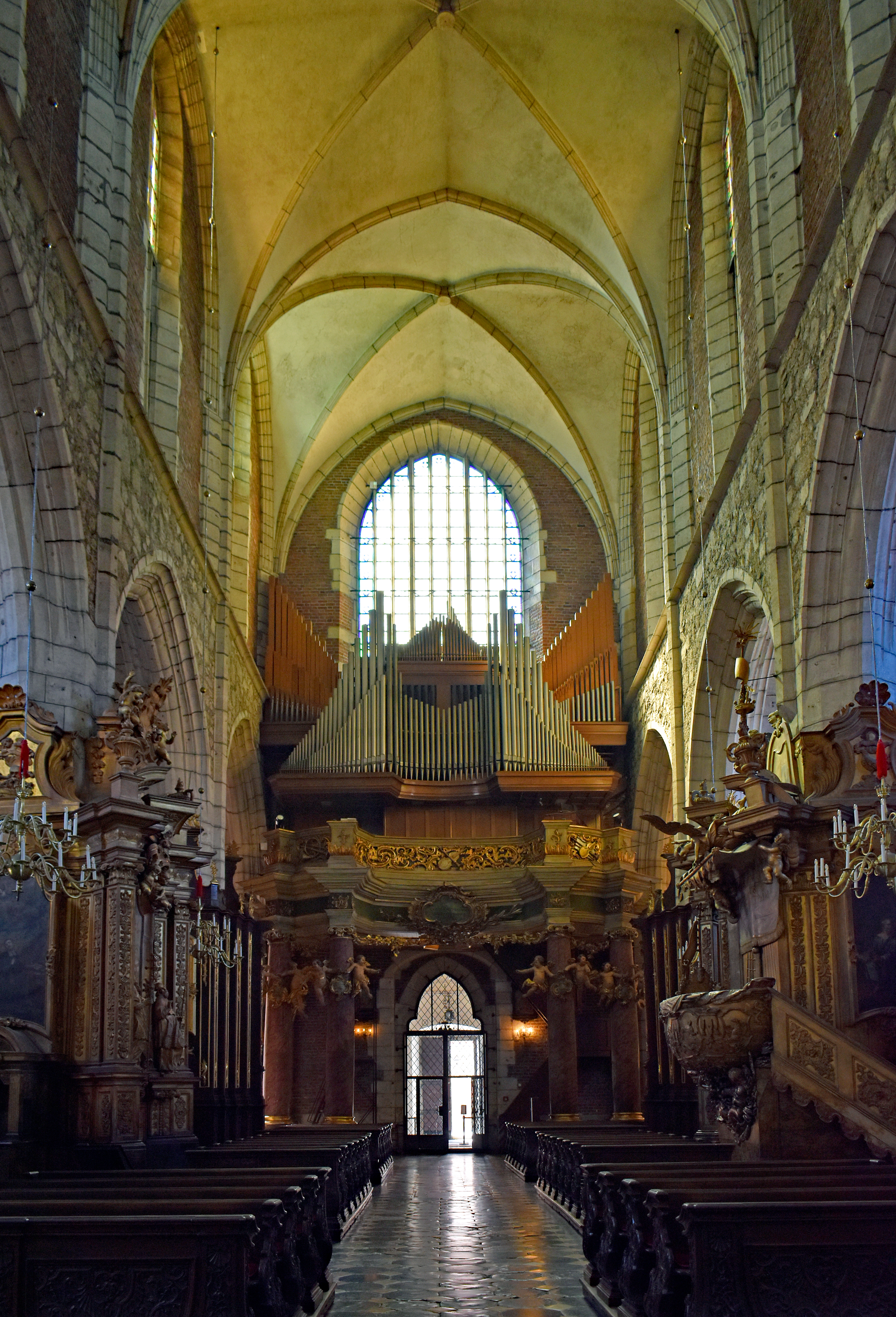
Chór i organy
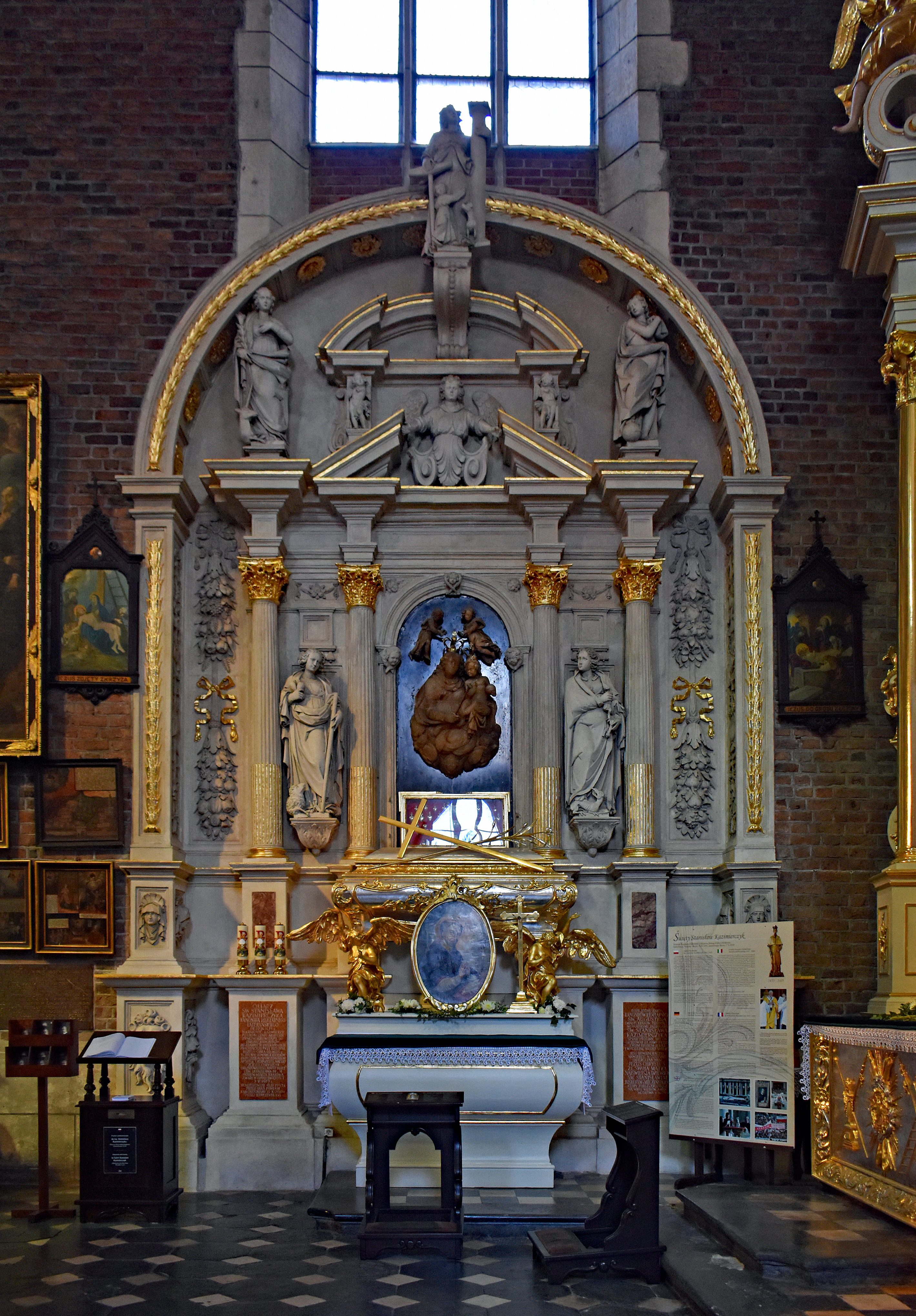
Konfesja św. Stanisława Kazimierczyka
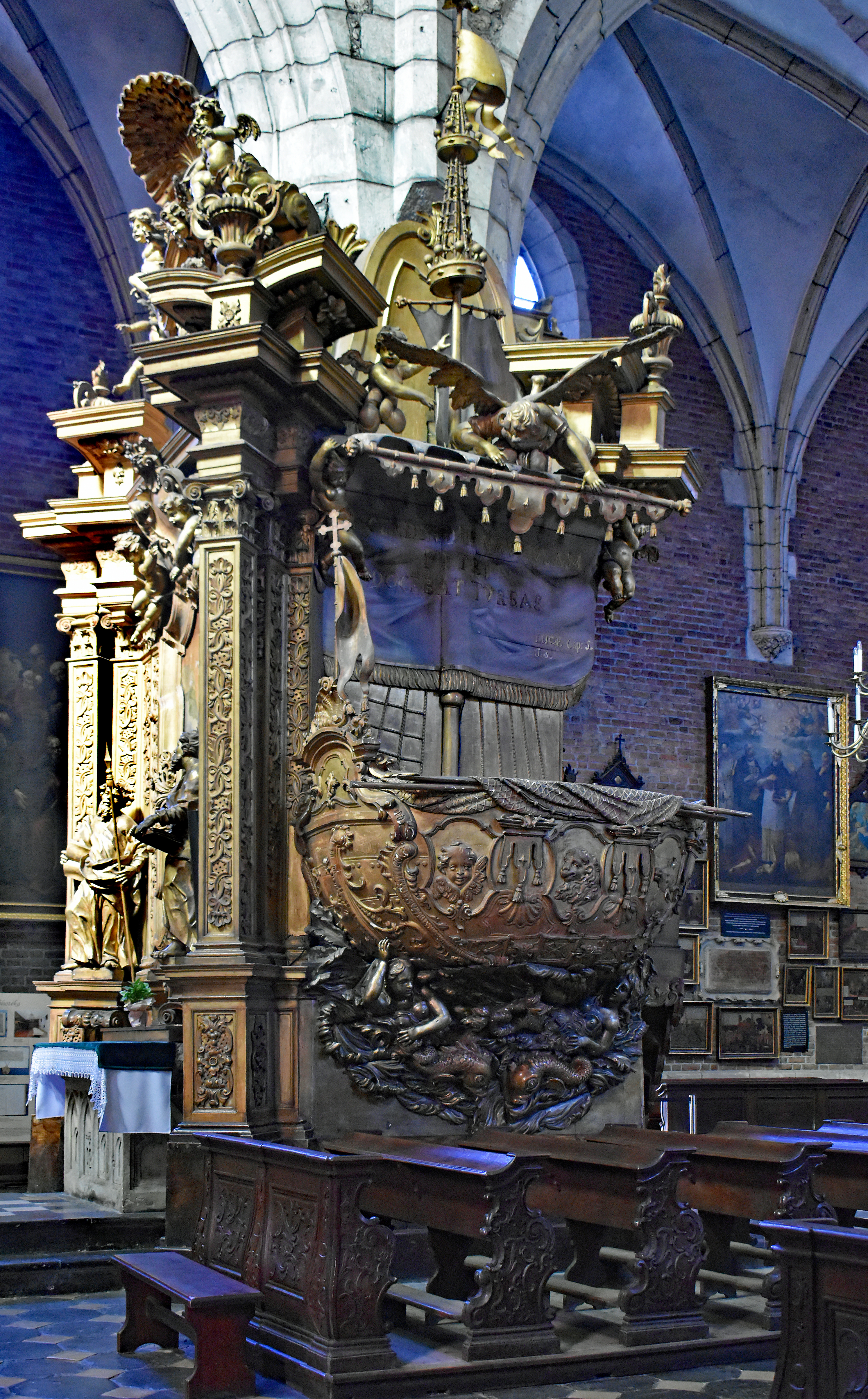
Ambona
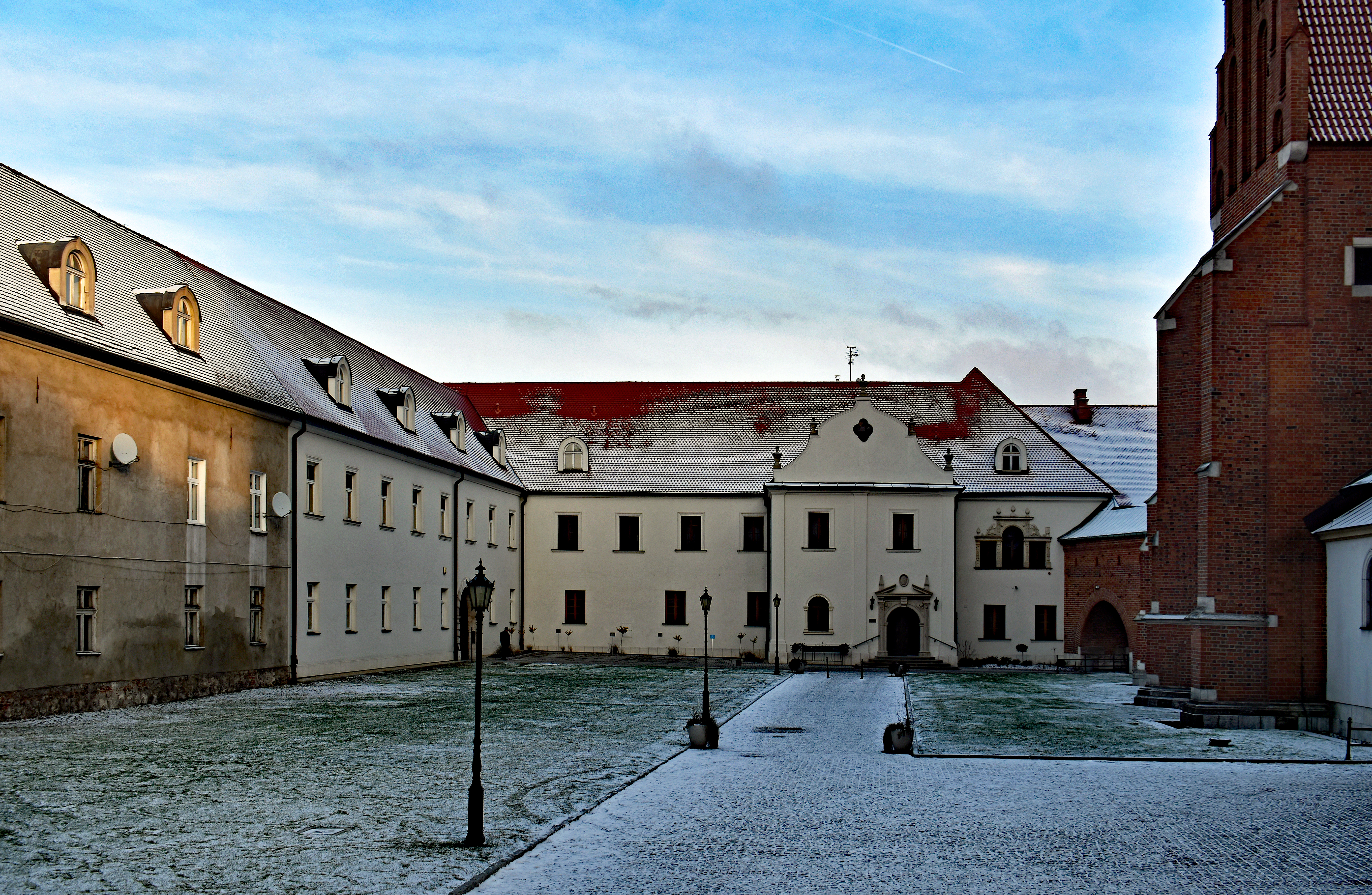
Konwent kanoników

Jest to orientowana, trójnawowa bazylika, bez transeptu, z wolno stojącą wieżą oraz sygnaturką.

### Ołtarz główny
Dwukondygnacyjny główny ołtarz pochodzi z pierwszej połowy XVII wieku. Ma 21 m wysokości. Umieszczony na nim napis głosi, że został wykonany w roku 1634 (Anno Domini 1634 hoc altare extructum) za prepozytury Marcina Kłoczyńskiego, w stylu przekwitłego renesansu i zestawiony w latach 1636–1637. Ołtarz łączy w sobie włoskie elementy architektoniczne z niderlandzką sztuką dekoracji. W środkowej części nastawy ołtarza znajduje się obraz Tomasza Dolabelli Pokłon Pasterzy.  Na szczycie ołtarzowej nastawy stoi figura Jana Chrzciciela. W dolnej części ołtarza znajduje się barokowe tabernakulum z XVII wieku w kształcie wielobocznej świątyni, drewniane antepedium rzeźbione w 1941 roku przez prof. Wojciecha Maciejowskiego, przedstawiające anielską adorację Hostii oraz dawne obrazy św. Krzysztofa i św. Józefa na drzwiach prowadzących za ołtarz. Na poszczególnych kondygnacjach umieszczone są rzeźbione w drewnie figury proroków Starego Testamentu: Jeremiasza, Mojżesza, Dawida oraz Izajasza i od strony prawej: Ezechiela, Daniela, Zachariasza i Micheasza. Cała struktura nastawy ołtarzowej jest nasycona uskrzydlonymi główkami cherubinów, ornamentami chrząstkowo–małżowinowymi, splotami owoców oraz festonów.

### Nawa główna
Po lewej stronie nawy, przy filarze znajduje się późnobarokowa, powstała w poł. XVIII w. ambona w kształcie łodzi z wiosłami i siecią. Żagiel jest baldachimem, na burtach łodzi wyrzeźbiono symbole ewangelistów a podtrzymywana jest przez syreny i delfiny.
Przy tęczy po lewej ołtarz z obrazem Chrystusa Salwatora, a po prawej ołtarz z obrazem Madonny. Oba namalowane przez malarza krakowskiego Łukasza Porębskiego w 1619 roku.

### Prezbiterium
Prezbiterium szerokości nawy głównej. Przy ścianach manierystyczne stalle wykonane w latach 1624–1632, z figurami świętych i obrazami na zapleckach ukazującymi historię zakonu (warsztat Tomasza Dolabelli). Ołtarz główny z obrazami Tomasza Dolabelli jest drewniany i bogato złocony. Najprawdopodobniej jest on dziełem warsztatu Baltazara Kuncza. Ukończono go w 1637 roku. Głównym obrazem ołtarza jest Narodzenie Chrystusa pędzla Tomasza Dolabelli, a w zwieńczeniu Zdjęcie z Krzyża (warsztat Dolabelli). Nad wejściem do zakrystii wisi pięć obrazów Wojciecha Podkory. Po prawej stronie posąg św. Stanisława Kazimierczyka.

### Nawa północna (lewa)
Znajduje się w niej manierystyczna konfesja Stanisława Kazimierczyka, a także neorenesansowa płyta poświęcona Bartłomiejowi Berrecciemu, który spoczywa w bazylice. Na ścianie m.in. obraz Sąd Piłata pędzla Łukasza Porębskiego z 1626 roku, oraz obraz Przemienienie Pańskie i Św. Augustyn Łukasza Orłowskiego.

### Nawa południowa (prawa)
Przylega do niej kaplica św. Anny, którą opiekuje się Arcybractwo Najświętszego Sakramentu i Pięciu Ran Pana Jezusa. Obok ołtarza z obrazem Św. Anny Łukasza Porębskiego znajduje się płyta nagrobna Bartłomieja Berecciego, oraz pokryte malowidłami szafy brackie. Obok kaplica Zwiastowania z monumentalnym portalem, dekoracją stiukową w kopule i brązową chrzcielnicą z I połowy XV wieku. W ołtarzu obraz Madonny z początku XVI wieku, a pod kaplicą krypta.

### Organy
Organy kościelne to największe pod względem ilości głosów organy w Krakowie. Mają 83 głosy zbudowane z 5950 piszczałek oraz 20 dzwonów. Składają się z dwóch, posiadających własne klawiatury części, połączonych trakturą elektryczną:
- Organów głównych (63 głosy) umieszczonych na chórze muzycznym,
- Organów bocznych (20 głosów) mieszczących się w prezbiterium.

Pierwsze organy w bazylice zbudowane zostały w 1373 roku; spłonęły w pożarze w 1594. Od 1606 poddawane były odbudowom, renowacjom i modyfikacjom; ostatnia – z 2016 roku – była renowacją miecha głównego.

## Dzwony
Na 70–metrowej wieży, na cały krakowski Kazimierz i okolice rozlegają się dźwięki pięciu zabytkowych dzwonów. Obecnie wszystkie dzwony są zawieszone w wieży ale do 2006 roku, Sygnaturka była zawieszona w wieżyczce na dachu bazyliki Bożego Ciała.
|                     | Imię       | Waga (kg) | Ton uderzeniowy | Średnica (cm) | Rok odlania | Uwagi                                                |
| ------------------- | ---------- | --------- | --------------- | ------------- | ----------- | ---------------------------------------------------- |
| 1. Największy dzwon | Stanisław  | ~2500 kg  | d'              | 150 cm        | 1556        |                                                      |
| 2. Duży dzwon       | Wawrzyniec | ~800 kg   | f'              | 104 cm        | 1938        | Został on przelany z dawnego dzwonu, zwanego Piotrem |
| 3. Średni dzwon     | Południak  | ~270 kg   | c"              | 78 cm         | 1539        |                                                      |
| 4. Mały dzwon       | Augustyn   | ~240 kg   | d"              | 72 cm         | 1556        |                                                      |
| 5. Sygnaturka       |            | ~70 kg    | cis"'           |               |             |                                                      |

## Legenda
Z kościołem związana jest legenda:
Pod wpływem wstrętnego głodu złota większa grupa ludzi w Krakowie podjudzonych przez diabła wdarła się ukradkiem i potajemnie w czasie oktawy Bożego Ciała do kościoła parafialnego Wszystkich Świętych i skradła i zabrała miedzianą, grubo pozłacaną monstrancję z Najświętszym Sakramentem, bardzo pięknej roboty, której wykonanie przewyższało wartość kruszcu. Dowiedziawszy się potem, że monstrancja jest miedziana, żeby nie spotkała ich surowa kara, w razie gdyby ich złapano, rzucają ją do zarosłego krzakami  bagna Mate, znajdującego się niedaleko od kościoła św. Wawrzyńca, który był wówczas kościołem parafialnym należącej do kapituły krakowskiej wsi Bawół, w której potem król polski Kazimierz II zakłada i funduje miasto Kazimierz. (...) Płonęły na nim [bagnie] w nocy i
we dnie światła niebieskie. Kiedy się o tym dowiedziało sporo ludzi i uznało to, zgodnie z rzeczywistością, za cud, doniesiono o tym biskupowi krakowskiemu Bodzęcie i jego czcigodnej kapitule, a potem królowi polskiemu Kazimierzowi II, bardzo pobożnemu księciu. Ci uznawszy, że ukazanie się tylu i tak wielkich świateł niebieskich nie może być bez przyczyny, zarządziwszy procesję całego miasta (...) z hymnami, pieśniami i chorągwiami udają się do błotnistego miejsca i badają dokładnie tajemnicze światła. Kiedy tam stwierdzili, że jest to oświetlona skradziona monstrancja (...) odnoszą ją do kościoła Wszystkich Świętych.
Najjaśniejszy zaś król polski Kazimierz uznawszy, że to tak godny pamięci i niezwykły cud wydarzył się dla niego i ze względu na niego, składa przyrzeczenie, że w miejscu, gdzie znaleziono ten niewysłowiony Sakrament, chociaż bagnistym i błotnistym, założy i wybuduje z cegły piękny kościół na cześć Bożego Ciała.